# Guixeria mudèjar

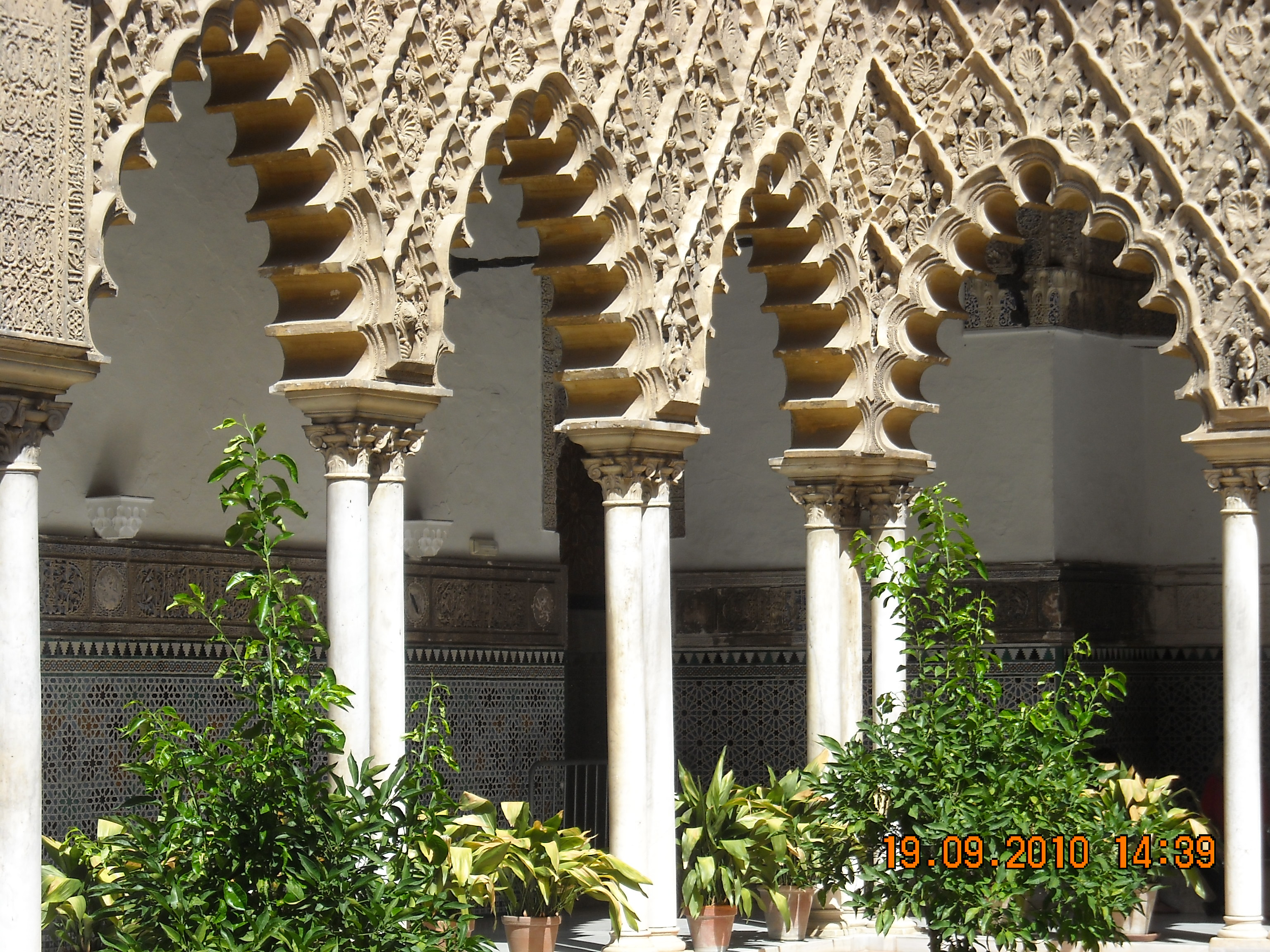
Guixeria mudèjar als jardins dels Reials Alcàssers de Sevilla.

La guixeria mudèjar és un treball ornamental d'arts aplicades utilitzat pels alarifs o mestres de cases mudèjars en diferents èpoques. S'enclava dins del concepte art mudèjar que és un art singular i estrictament espanyol on es barregen estils cristians i musulmans aconseguint personalitat pròpia. Els musulmans tenien tradició de treballar especialment el guix com a material de decoració, estant a Espanya les més famoses: les realitzades a la mesquita de Còrdova. En algun d'aquests treballs es coneix el nom de l'autor per haver-lo deixat escrit en algun fris o per la documentació trobada i estudiada per l'investigador d'Art de Castella Esteban García Chico o també per referències fetes en documents de la Inquisició.

## Història

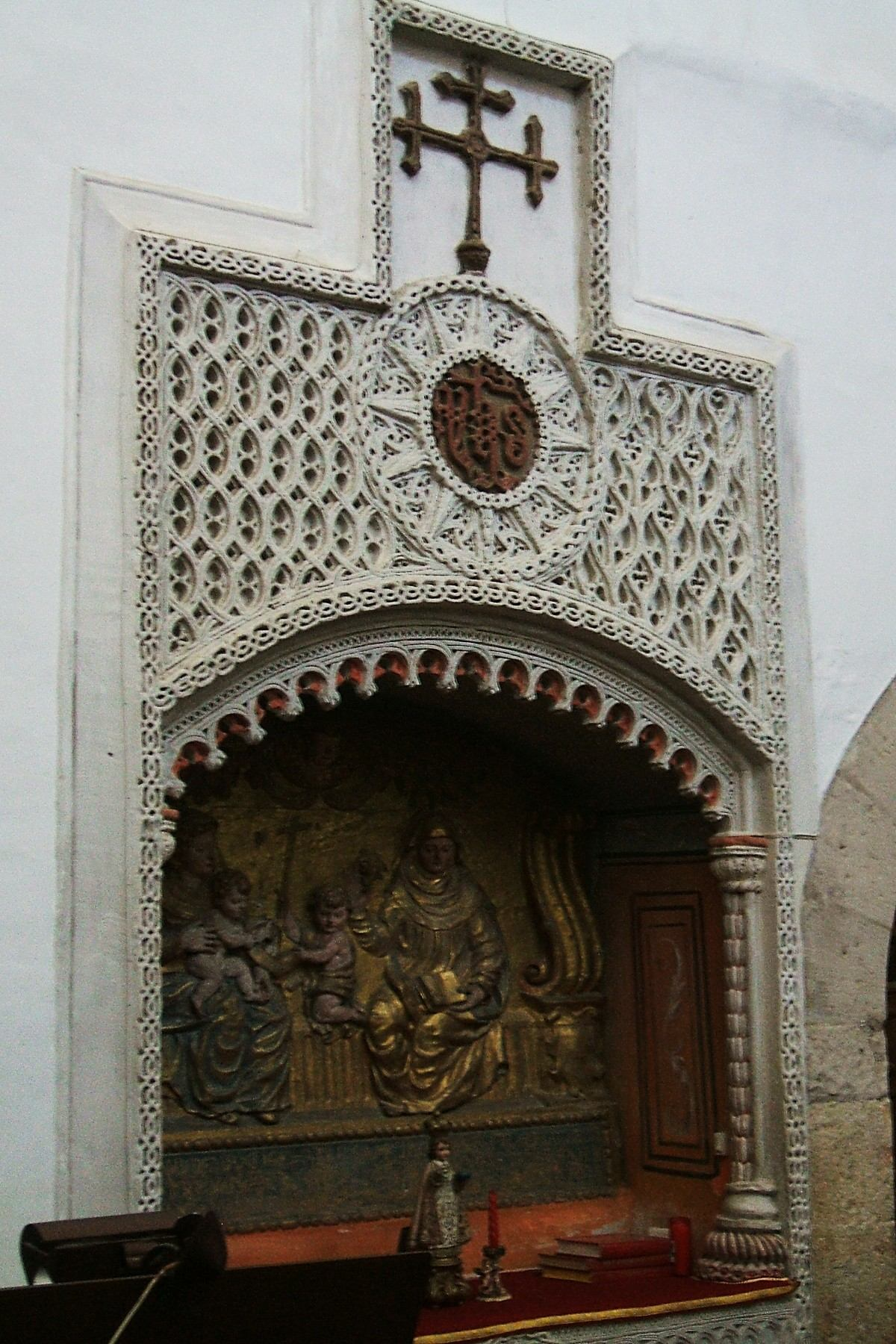
Urna sepulcral amb decoració mudèjar realitzada pel guixaire mudèjar Braymi. Monestir de la Consolació (Calabazanos).

Se suposa que el guix va ser introduït en la península Ibèrica pels musulmans, procedent de l'Orient, probablement de l'Iran. La seva utilització va ser abundant durant la dominació islàmica, continuant durant el període dels regno de taifes. Des d'aquí es va difondre als territoris cristians.
Aquests treballs de guixeries es troben en esglésies cristianes, en sinagogues en palaus i a cases de gent principal. Un exemple important d'obra civil es dona a l'Alcàsser de Segòvia el treball del qual està documentat pel que fa a autors i dates de realització. El seu estudi ha proporcionat dades importants en aquest sentit. La Sala del Tron o del Soli està signada i datada per Xadel Alcalde.
Alguns dels palaus mudèjars es van convertir en convents i aquest fet va donar lloc a la seva conservació a través dels segles; a més a més, en fer unes certes obres necessàries per a la seva transformació va caldre trucar els mateixos artífexs, constant així els seus noms als arxius dels convents. A Castella i Lleó es té un clar exemple als documents de les obres del monestir d'Astudillo en què es nomena l'algepser Braymi, que poc després torna a aparèixer a les obres del monestir de la Consolació (Calabazanos), on realitza uns arcs i una urna sepulcral. Es coneixen a més a més d'altres noms de guixaires per via documental o per la mateixa signatura estampada en acabar la seva obra.
L'art de la guixeria s'allarga fins al segle xvi en ple renaixement. A Castella i Lleó triomfa en aquest segle l'obra dels artistes Corral de Villalpando, mestres algepsers molt cotitzats. Els motius iconogràfics realitzats per aquests artistes tenen gran influència en les obres de fusteria de l'època destinades a sostrades i cors.

## Tècniques
Per a l'execució d'aquest treball es van utilitzar diferents tècniques. El motlle es va usar especialment per als frisos repetits o per les inscripcions en els sepulcres o les obres realitzades als púlpits. Primer es dibuixava el tema fent una incisió i elaborant la talla. Es feia un buidatge i es treballaven diferents nivells fins a aconseguir els temes vegetals o de cal·ligrafia o de flors que finalment podien pintar-se o daurar-se. L'acabat es feia de vegades amb olis per fer l'obra impermeable.
L'ús del guix no es va limitar a la decoració. Algunes vegades es va utilitzar per als terres en substitució d'enllosats i fusta. La tècnica consistia en mesclar el guix amb pols de marbre i coure'l a temperatura molt alta, el que donava com a resultat una gran duresa. De vegades es tenyia amb mangra (òxid de ferro vermell). Així es van aconseguir els paviments del palau d'Astudillo i els d'alguns cors d'esglésies o de convents.

## Decoració
La decoració a l'obra mudèjar de guixeria es va considerar sempre com un treball important. Els artistes guixers o algepsers, seguint les ensenyances dels seus avantpassats van portar al món mudèjar una àmplia i rica ornamentació. Les grans superfícies, -murs i façanes- es recobrien en tota la seva extensió amb plantejament d'horror vacui. Els temes principals van ser l'arabesc, una ornamentació amb motius repetitius vegetals estilitzats i entrellaçats; el mocàrab, que va arribar a ésser una de les decoracions més riques del món islàmic que presenta uns alvèols o nius d'abella modelats en guix, adornant l'arquitectura en frisos, trompes, petxines, etc.; la cal·ligrafia, tan apreciada pels musulmans; la sebka, una retícula de rombes i traçaments lobulats i mixtilinis.

Decoració
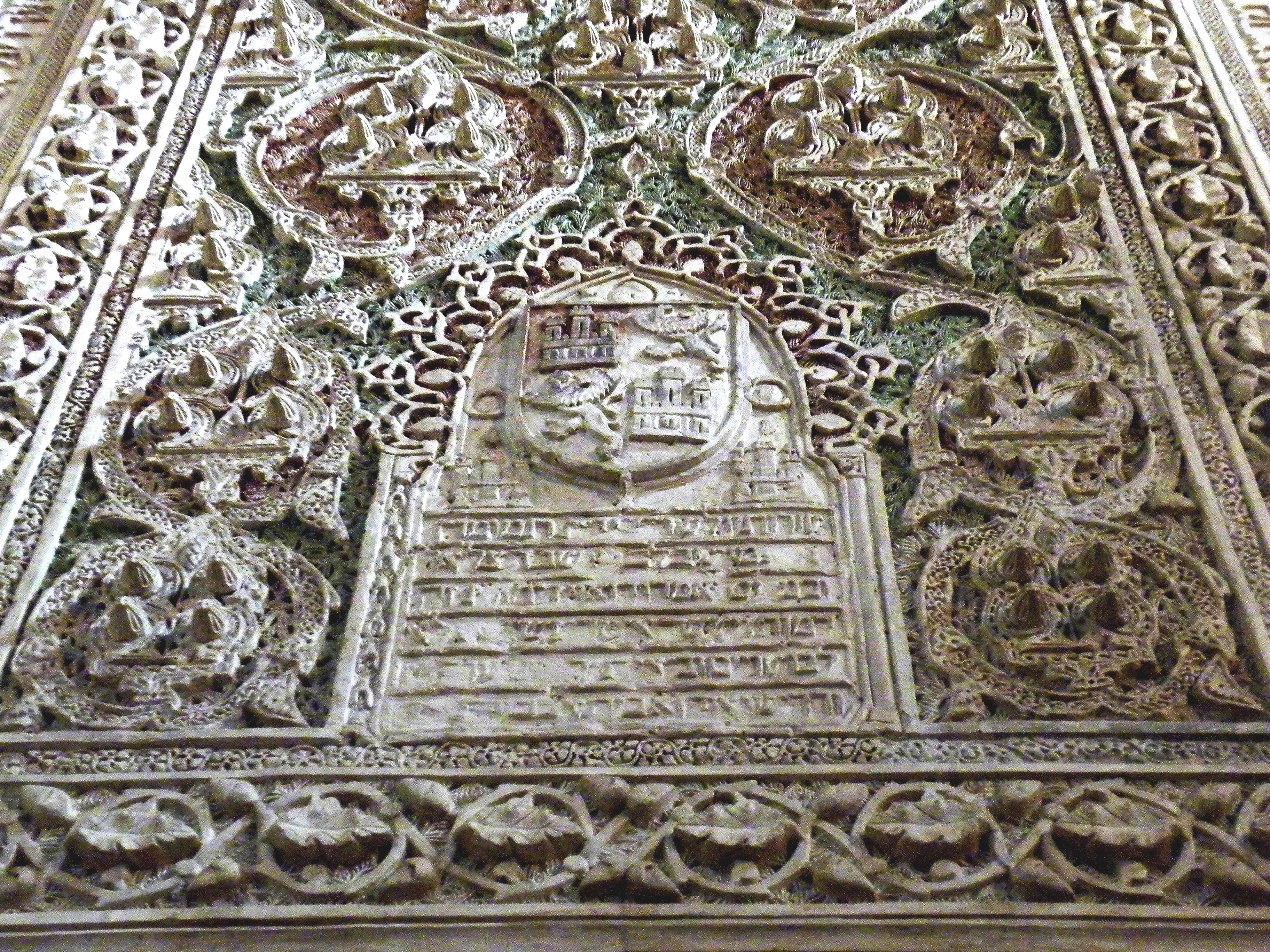
«Horror vacui». Detall del mur est de la Sinagoga del Trànsit a Toledo.
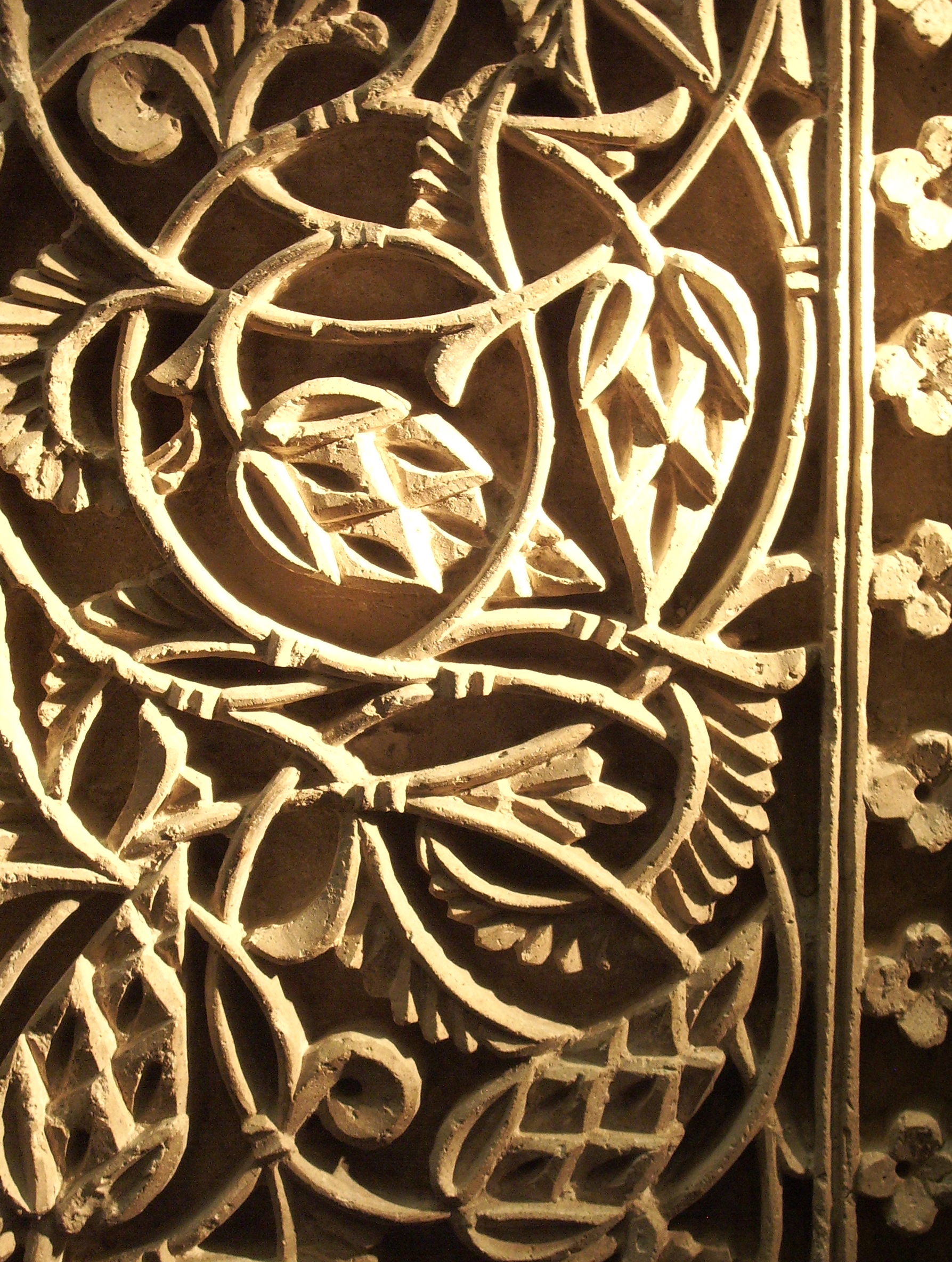
Arabesc. Detall d'un panel del Palau de l'Aljaferia a Saragossa.
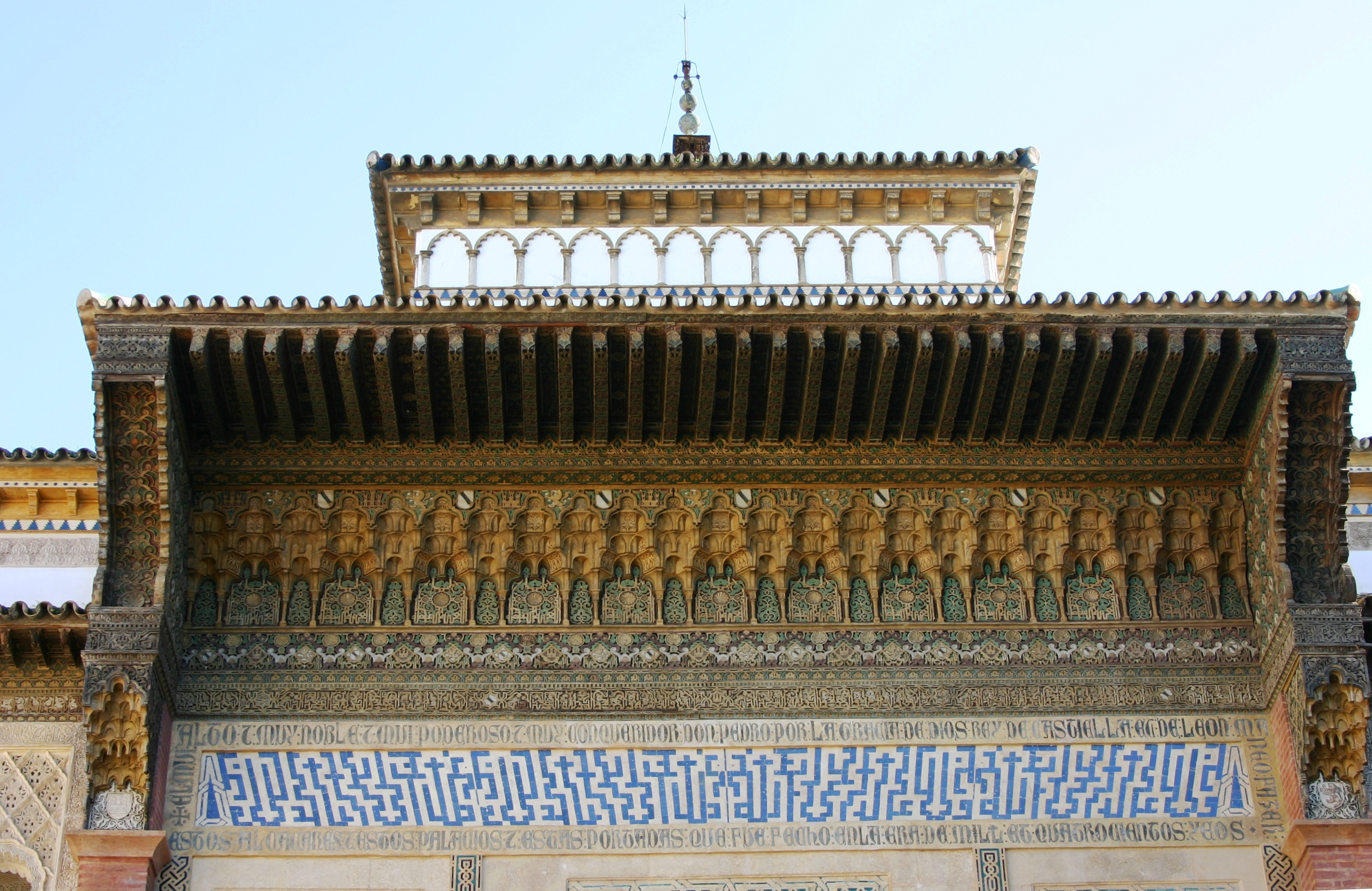
Mocàrabs al Palau de Pere I, als Reials Alcàssers a Sevilla.
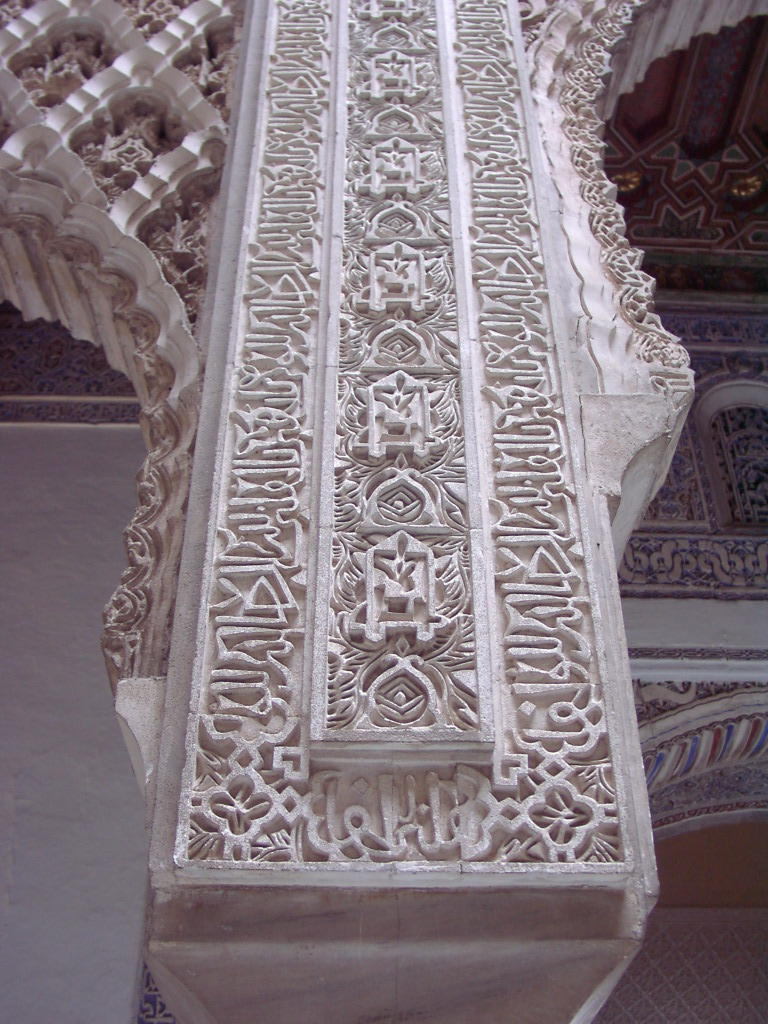
Cal·ligrafia. Palau de Pere I, als Reials Alcàssers.
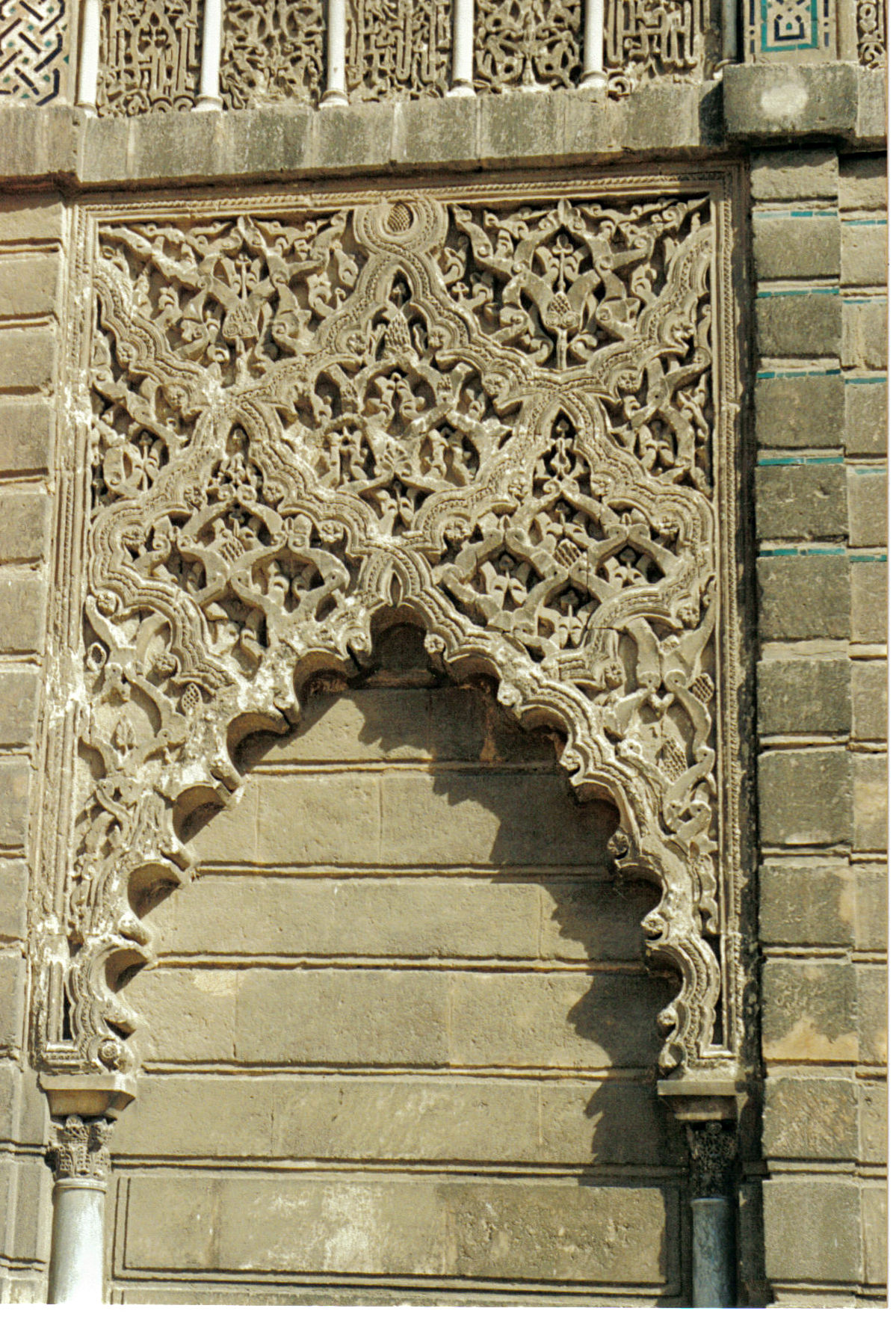
Sebka. Decoració als Reials Alcàssers de Sevilla.

## Espais decorats
Els espais que es van decorar sobre l'arquitectura van ser nombrosos però a més a més, molts dels elements arquitectònics es van fer directament en obra de guix com ara columnes, capitells, arcs, púlpits, escales, sepulcres, etc. Alguns edificis sencers van tenir decoració de guixeria mudèjar; es poden comptar els palaus, les cases que eren residències luxoses, capelles funeràries, sinagogues. Els espais predilectes eren els emmarcaments de les portes i part superior dels murs, els capitells, gelosies, frisos.

Espacis decorats
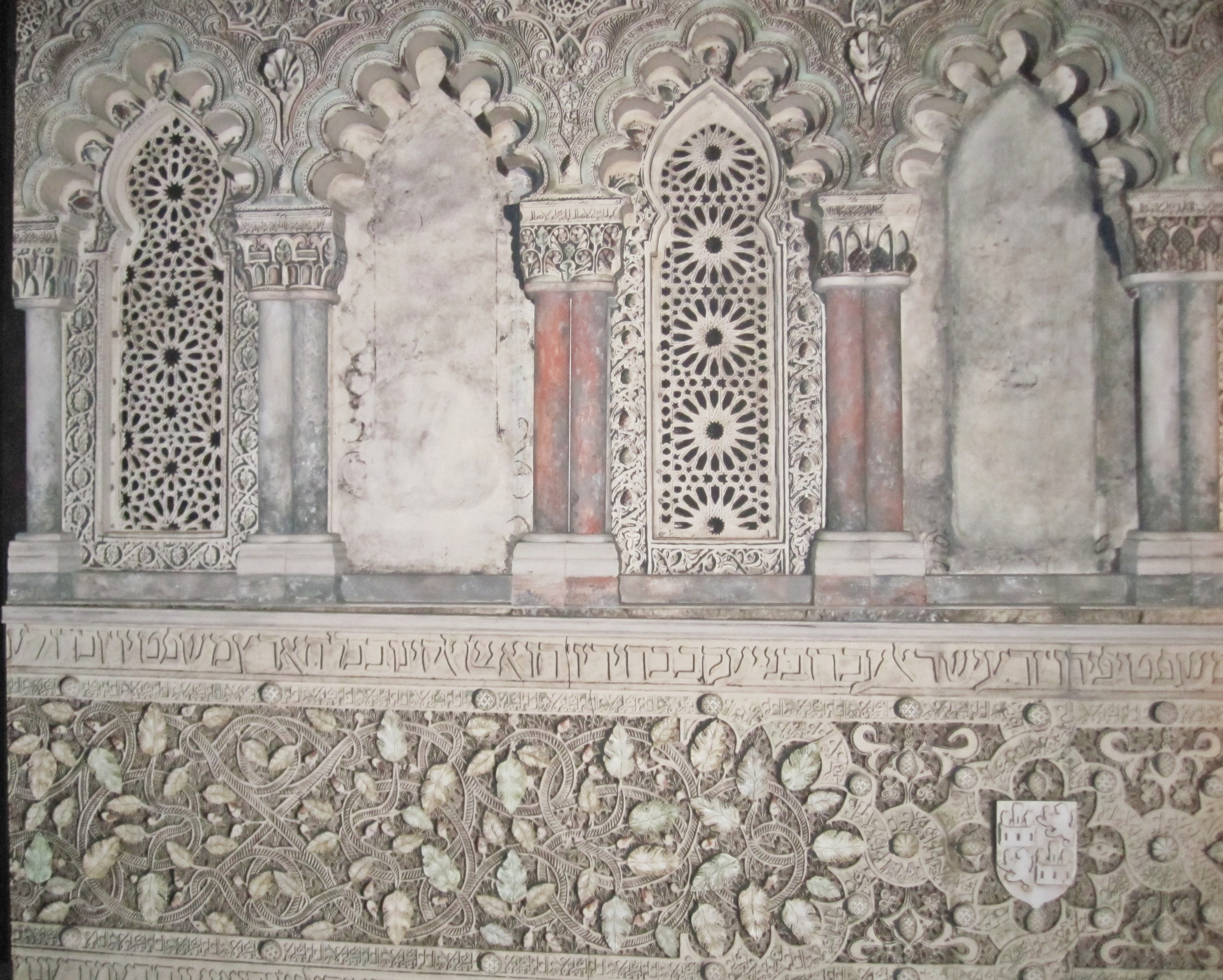
Frisos i gelosies. Sinagoga del Trànsit a Toledo.
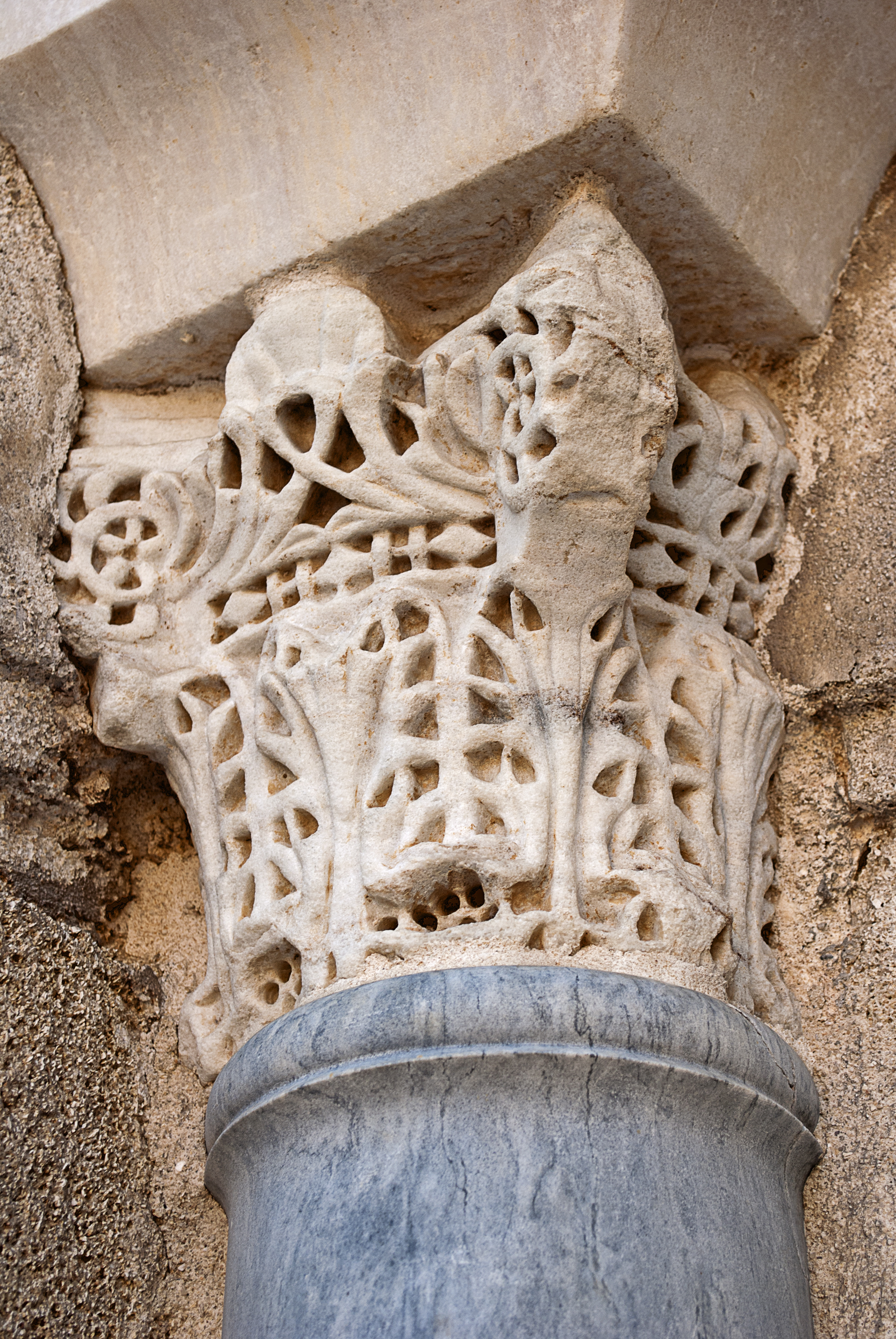
Capitell a l'Alcàsser de Segòvia.
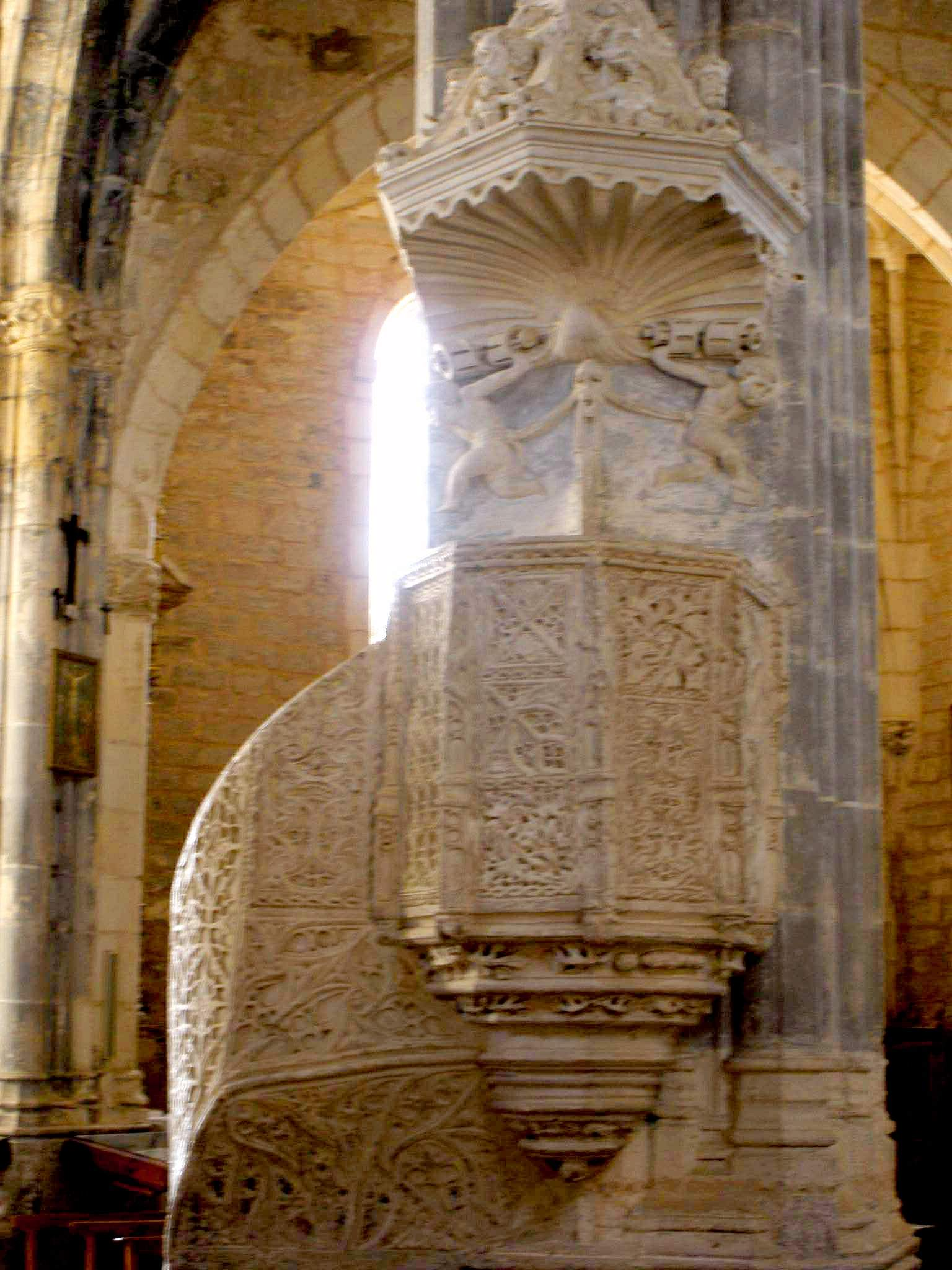
Púlpit a Santa María del Campo, església de l'Assumpció.
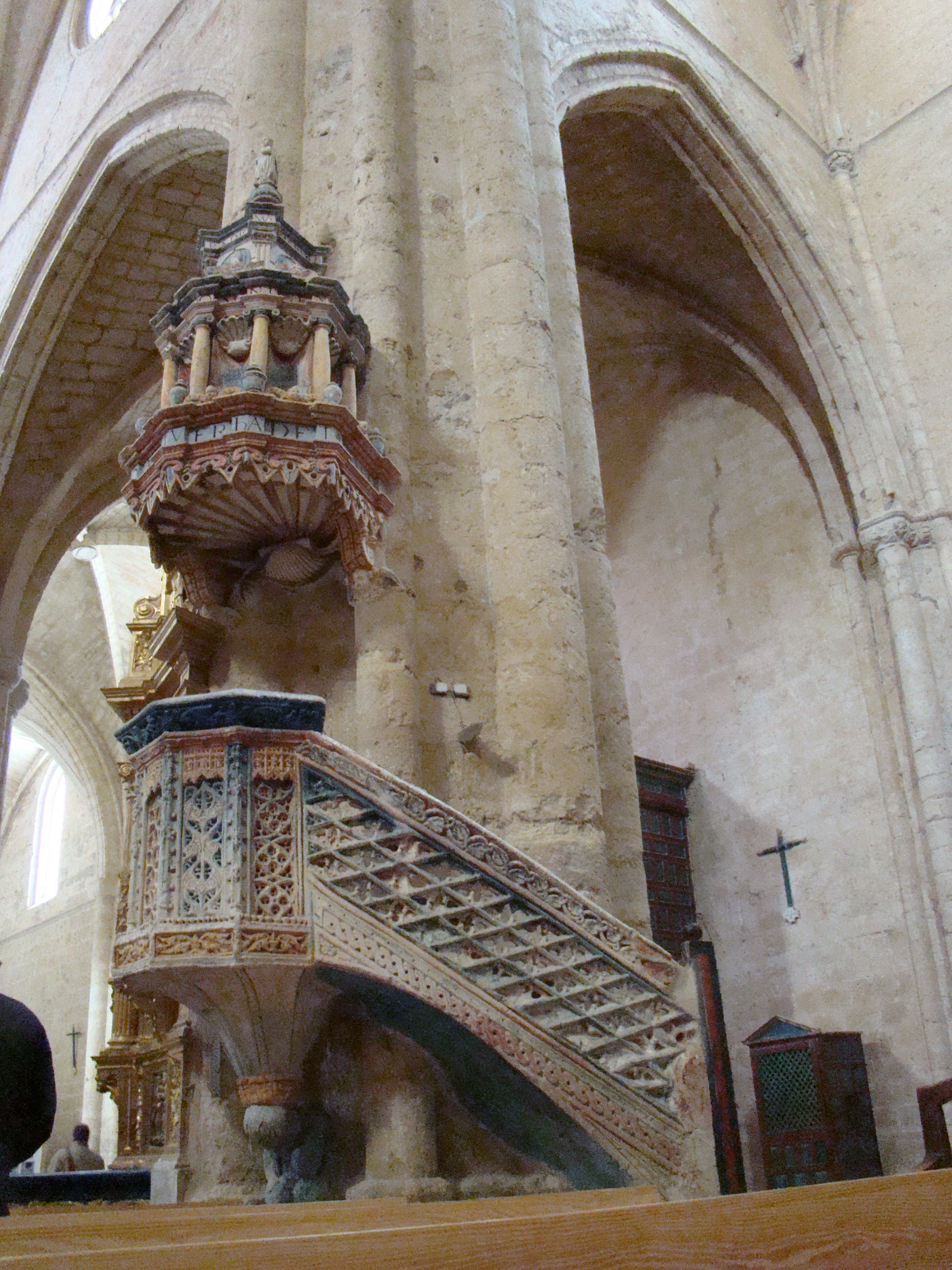
Pùlpit a Támara de Campos, església de Sant Hipòlit el Real.
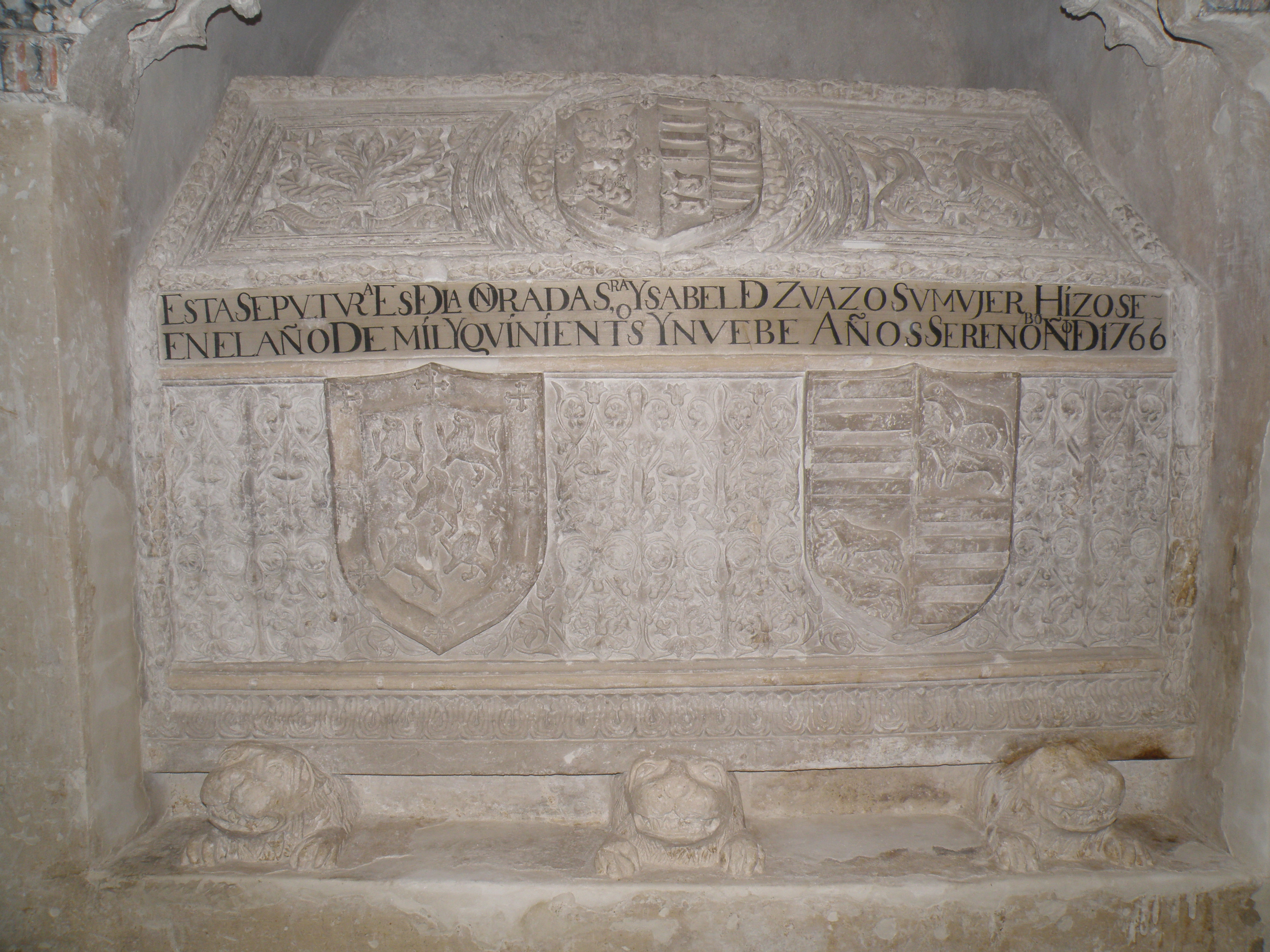
Sarcòfag de Isabel de Zuazo a l'església de Sant Esteve de Cuéllar.

## Exemples d'edificis que es conserven
A Castella i Lleó es conserven alguns palaus o part d'ells, que en ésser transformats posteriorment en convents no van sofrir quasi modificacions. És el cas del palau del rei Pere I on viu encara una comunitat de monges Clarisses. Les guixeries que es conserven són del segle xiv. A Lleó, al carrer de la Rua va existir un palau, les restes de guixeries del qual es guarden en el Museu Arqueològic Nacional i en el Museu de Lleó. A Segòvia el seu Alcázar guarda estances senceres, les parets de les quals estan decorades amb guixeries, algunes portes i força frisos. També a Segòvia va tenir el seu palau mudèjar el rei Enric III, fundat el 1455, convertit en convent de Clarisses.
A Toledo hi ha interessants mostres de guixeries no solament a les seves dues conegudes sinagogues, la del Trànsit i la de Santa Maria la Blanca sinó en el que van ser luxosos palaus com el de la Casa de Mesa que és la seu de la Reial Acadèmia de Belles Arts i Ciències Històriques de Toledo, el Taller del Moro, palau del segle xiv, convertit en museu d'art i artesania.
El palau de l'Infantat de Guadalajara conserva el Saló de Llinatges del segle xv amb voltes revestides de mocàrabs només comparables amb les de L'Alhambra de Granada.
A Andalusia a part de l'Alcàsser, hi ha cases que van ser residències esplèndides com la Casa de Pilatos o la casa de las Dueñas nomenada Palau de las Dueñas a Sevilla.

Edificis
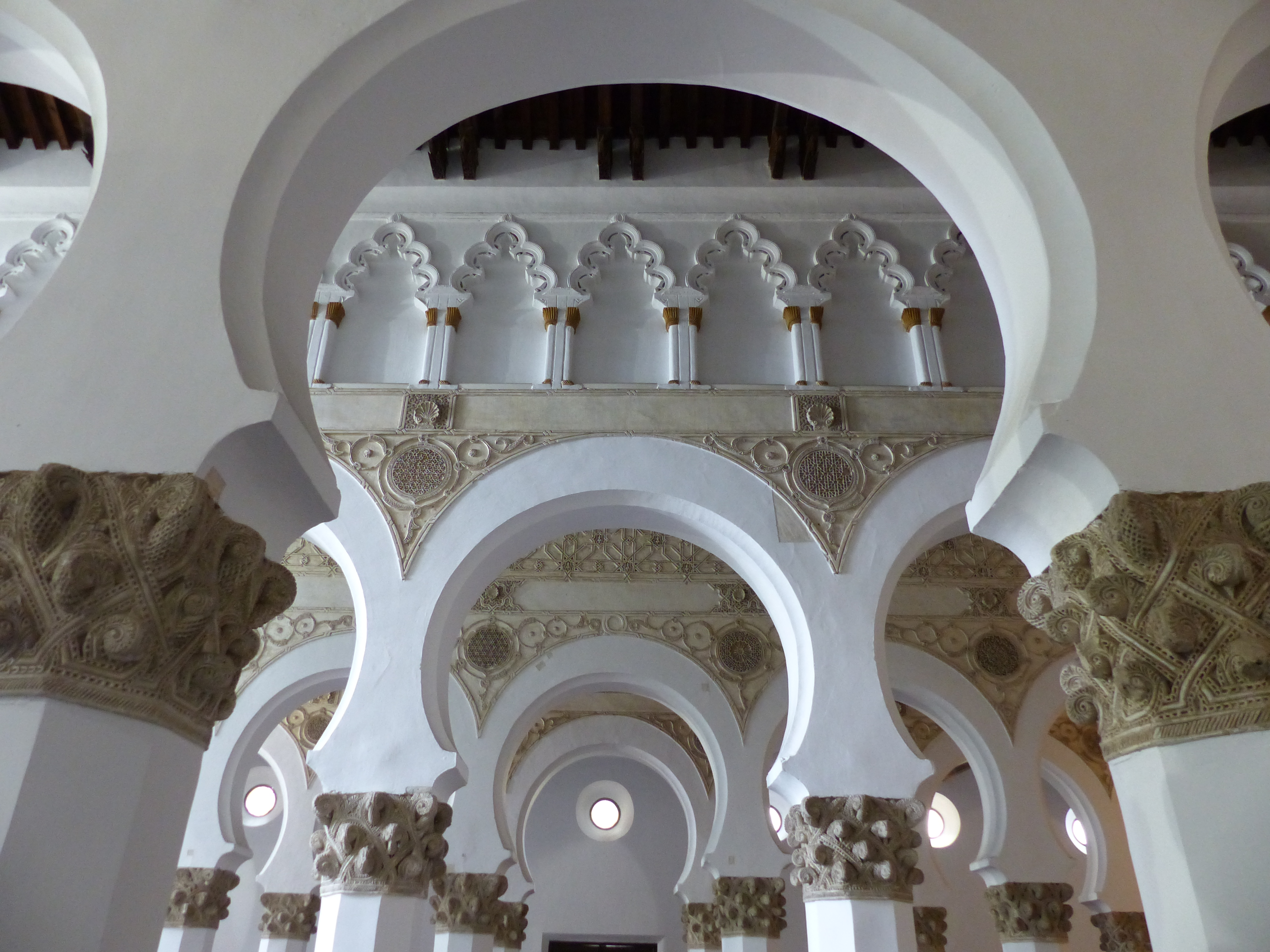
Interior de Santa Maria la Blanca a Toledo
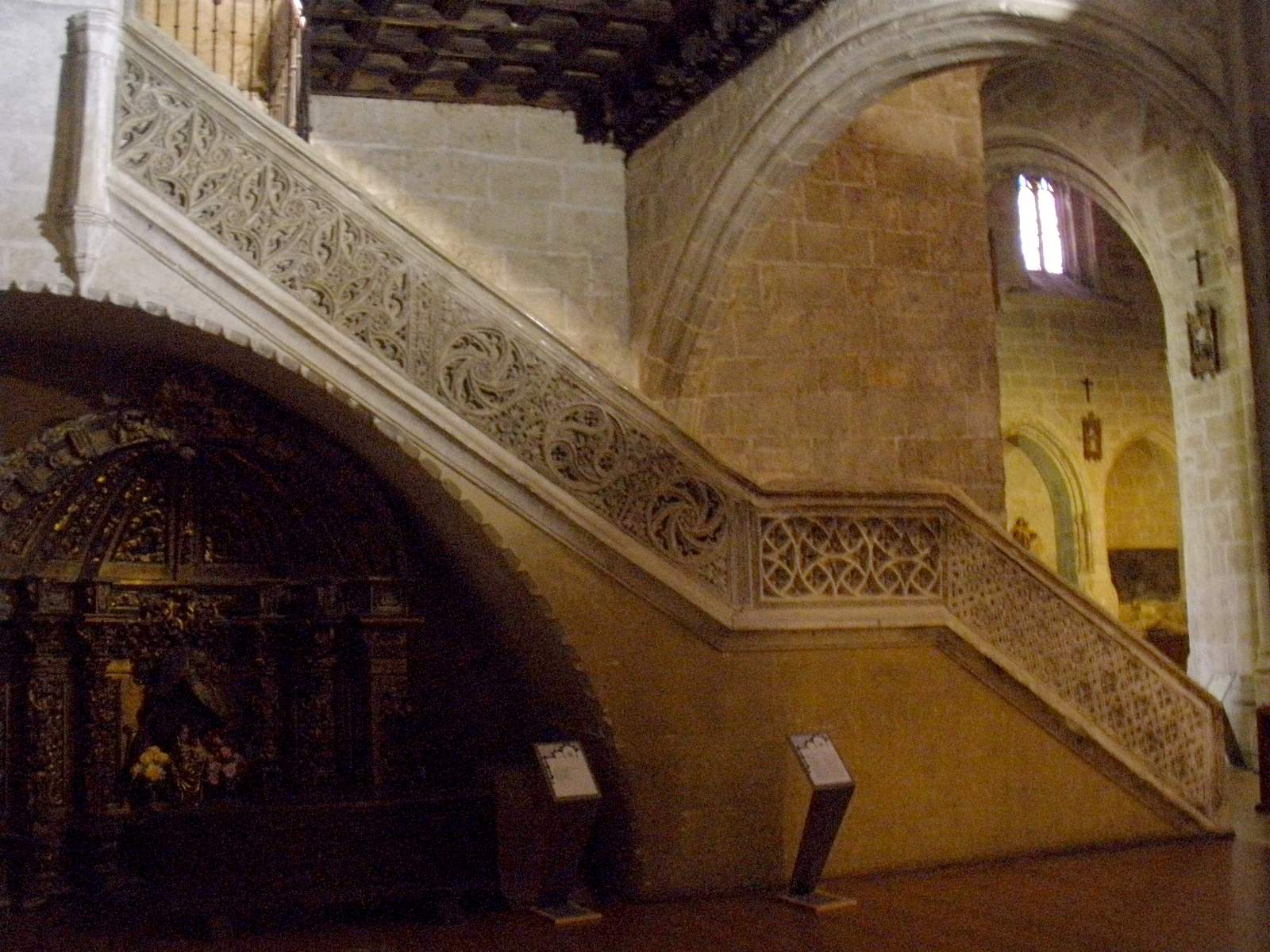
Escala en Santa María la Real a Aranda de Duero
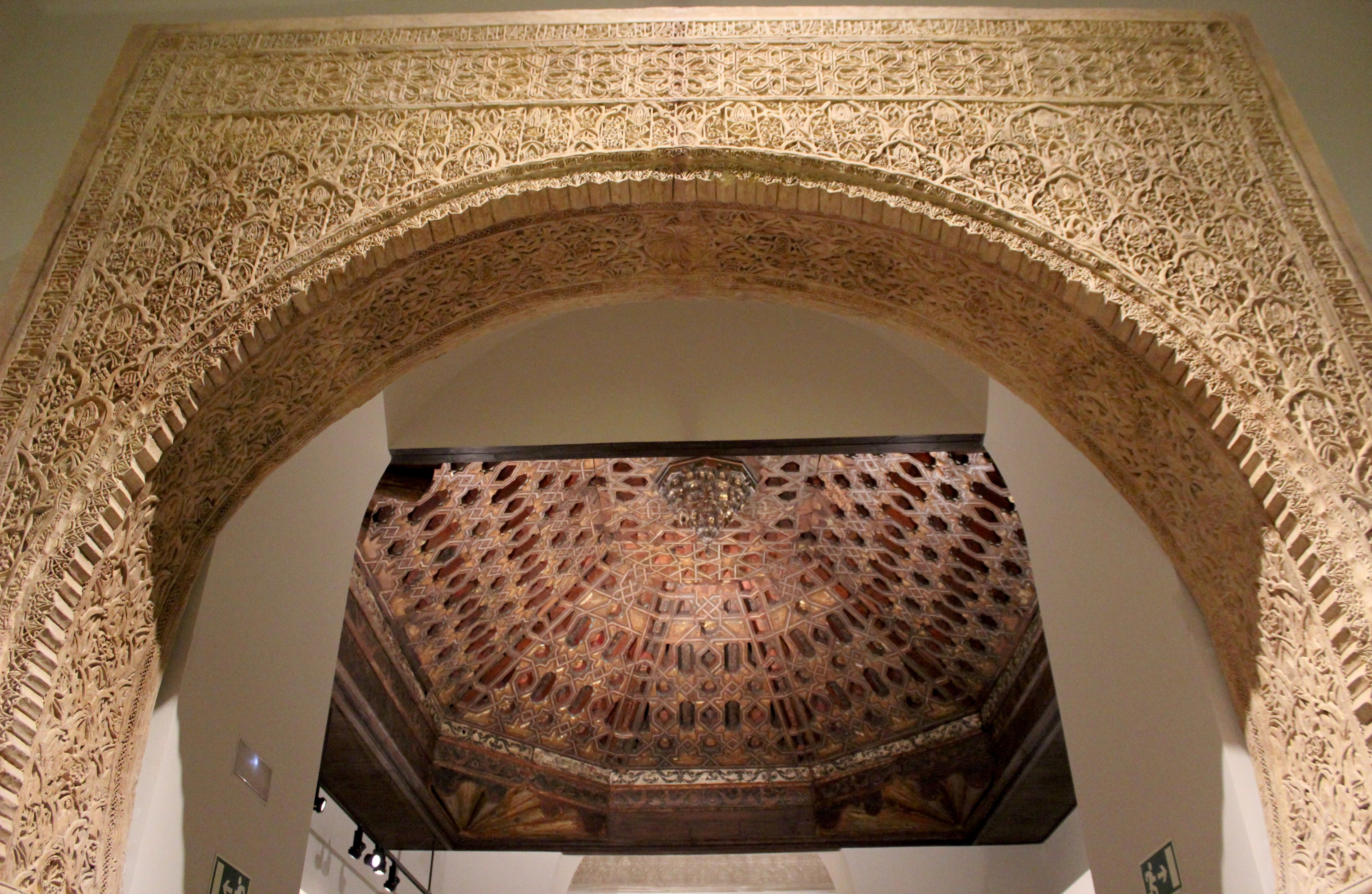
Restes de un palau de Lleó desaparegut. Les seves guiseries es guarden al Museo Arqueológico Nacional
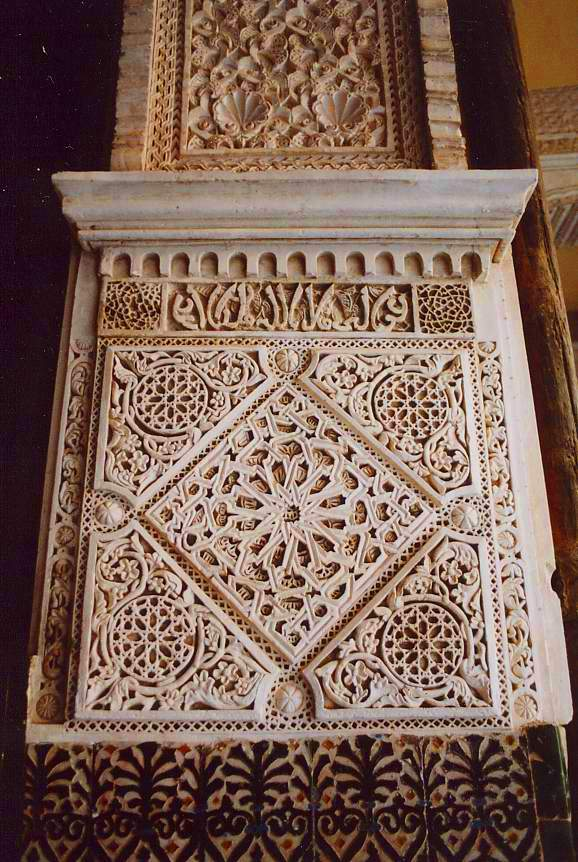
Detall a la Casa de Pilatos de Sevilla